# Łużanka
Łużanka – potok na Wybrzeżu Trzebiatowskim, w gminie Kołobrzeg, w powiecie kołobrzeskim, w województwie zachodniopomorskim. Potok bierze swój początek na południe od miejscowości Głowaczewo, od rzeki Dębosznicy, która biegnie w kierunku wschodnim i uchodzi do Błotnicy.
Na niektórych mapach występuje jako Łużenka.

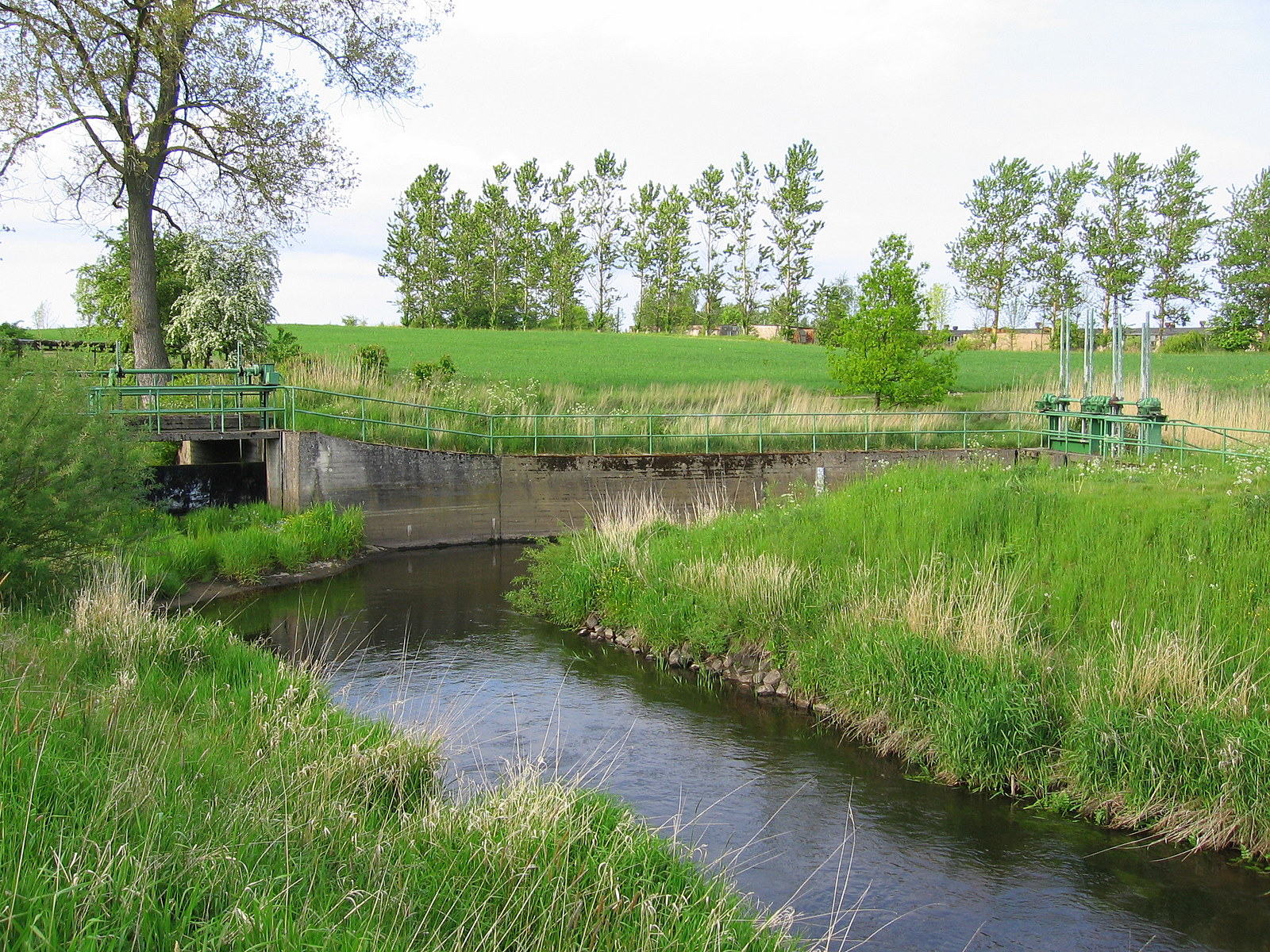
Po lewej śluza Łużanki, gdzie bierze początek od Dębosznicy